# Adolphe Dautricourt
Adolphe Dautricourt (Diksmuide, 3 februari 1814 - Beernem, 2 juni 1855) was notaris en burgemeester van de Belgische gemeente Beernem.

## Levensloop
Adolphe François Dautricourt stamde uit een notabele familie uit Diksmuide.
In 1848 trouwde hij met Herminie Marie Van Caillie (1826-1899), dochter van Joseph Van Caillie (1791-1848) en Maria Deroo-Gilliodts (1785-1850).
Dautricourt werd notaris in Beernem (van 1848 tot aan zijn dood) en werd ook kort burgemeester van de gemeente in 1855, in opvolging van Jacobus Van Reybrouck (1796-1877). Hij was pas 41 toen hij overleed. Hij werd als burgemeester opgevolgd door zijn voorganger Jacobus Van Reybrouck.
Een zoon, Joseph-Adolphe Dautricourt (Brugge, 1851-1898), doctor in de rechten, trouwde met Pauline Serweytens (Sint-Pieters-op-de-Dijk, 1854 - Schaarbeek, 1935), zus van de burgemeester van Sint-Pieters, Charles Serweytens (1853-1936). Dautricourt was drie jaar advocaat en vervolgens griffier bij de rechtbank van eerste aanleg, eerst in Veurne, daarna in Brugge. Het gezin bleef kinderloos.
Een grafschrift werd in de parochiekerk van Beernem geplaatst om er aan te herinneren dat het echtpaar Dautricourt-Van Caillie tot de weldoeners van de parochie gerekend werd.